# Эликония
Эликония (исп. Heliconia) — город и муниципалитет на западе Колумбии, на территории департамента Антьокия. Входит в состав субрегиона Западная Антьокия.

## История
Поселение из которого позднее вырос город было основано 2 августа 1814 года. Муниципалитет Эликония был выделен в отдельную административную единицу в 1831 году.

## Географическое положение
Город расположен в юго-западной части департамента, в гористой местности Центральной Кордильеры, к востоку от реки Каука, на расстоянии приблизительно 13 километров к западу от Медельина, административного центра департамента. Абсолютная высота — 1778 метров над уровнем моря.

Муниципалитет Эликония граничит на севере и северо-западе с муниципалитетом Эбехико, на юго-западе — с муниципалитетом Армения, на юге и юго-востоке — с муниципалитетом Анхелополис, на востоке — с муниципалитетом Медельин. Площадь муниципалитета составляет 117 км².

## Население
По данным Национального административного департамента статистики Колумбии, совокупная численность населения города и муниципалитета в 2012 году составляла 6138 человек.
Динамика численности населения муниципалитета по годам:
| 2005 | 2006 | 2007 | 2008 | 2009 | 2010 | 2011 | 2012 |
| ---- | ---- | ---- | ---- | ---- | ---- | ---- | ---- |
| 6656 | 6586 | 6511 | 6433 | 6352 | 6281 | 6209 | 6138 |

Согласно данным переписи 2005 года мужчины составляли 51,3 % от населения Эликонии, женщины — соответственно 48,7 %. В расовом отношении белые и метисы составляли 99,2 % от населения города; негры, мулаты и райсальцы — 0,8 %.
Уровень грамотности среди всего населения составлял 83,8 %.

## Экономика
Основу экономики Эликонии составляют сельскохозяйственное производство и добыча полезных ископаемых (золота, серебра, угля, гипса и др.).
59,7 % от общего числа городских и муниципальных предприятий составляют предприятия торговой сферы, 30,2 % — предприятия сферы обслуживания, 5,8 % — промышленные предприятия, 4,3 % — предприятия иных отраслей экономики.